# Guerino Vanoli Basket
La Guerino Vanoli Basket è una squadra di pallacanestro della città di Cremona che gioca le partite interne al PalaRadi. Dal 1999 al 2011 la società ha avuto la denominazione di Gruppo Triboldi Basket.
La squadra disputa la Serie A con la sponsorizzazione Vanoli.
Nel suo palmarès figura la vittoria della Coppa Italia nella stagione 2018-2019, della Supercoppa LNP 2022 e della Coppa Italia LNP 2023.

## Storia

### Gli inizi e la promozione in Serie A
Il Gruppo Triboldi Basket viene fondato nel 1999 a Soresina da Secondo Triboldi che rileva la principale società del paese, la Soresinese Basket, e la iscrive alla Serie B2, acquisendo il titolo sportivo da Bernareggio. La squadra, con Simone Lottici come allenatore, in due stagioni raggiunge la Serie B d'Eccellenza e, non avendo un palazzetto adeguato per tale serie, si trasferisce nella vicina Cremona al Palasport Mario Radi, mantenendo la sede a Soresina. Dopo cinque stagioni nella terza serie del campionato italiano, nella stagione 2005-06 arriva la promozione in Legadue (dopo averla già sfiorata nel 2002-03 perdendo la finale dei play-off contro Montecatini) con Andrea Trinchieri in panchina, classificandosi al primo posto nel proprio girone e dopo aver vinto i play-off battendo in ordine Cento, Forlì e Osimo.
All'esordio nella serie cadetta, conclude la stagione regolare con un quarto posto, venendo eliminata al primo turno dei play-off da Pavia. A fine stagione Trinchieri lascia il ruolo di allenatore per trasferirsi alla Juvecaserta, venendo sostituito da Stefano Cioppi. Dopo un quinto posto nella stagione seguente e l'eliminazione nelle semifinali dei play-off per mano di Caserta, il club ottiene la promozione in massima serie dopo aver concluso la stagione 2008-2009 in terza posizione ed aver vinto i play-off battendo in ordine Pavia (quarti di finale), Casale Monferrato (semifinale) e Sassari (finale).

### Le prime stagioni in Serie A

#### Stagione 2009-2010: l'esordio e la salvezza di Caja
Dopo la promozione in serie A entrano in società alcuni dirigenti della Juvi Cremona che cede il titolo di Serie A Dilettanti a Brescia. Inoltre la sede del club viene trasferita da Soresina a Cremona. Il Gruppo Triboldi Basket affronta quindi la sua prima stagione in massima serie con il nome di Vanoli Cremona. In estate viene anche ampliato e ammodernato il Palasport Cà de Somenzi, che prende il nome di PalaRadi in onore di Mario Radi, bandiera del basket cremonese. La nuova capienza è di 3519 spettatori.
La costruzione del roster per la stagione 2009-10 è affidata a coach Stefano Cioppi, alla sua terza stagione sulla panchina cremonese, e al team manager Ario Costa. Si parte confermando i protagonisti della promozione: la guardia americana Troy Bell, il centro italiano Marco Cusin, il capitano Rodolfo Valenti e l'uruguaiano Mauricio Aguiar. Dal mercato estero arrivano il play con passaporto bulgaro E.J. Rowland, proveniente dal Telekom Baskets Bonn e l'ala panamense Gary Forbes, in arrivo dalla squadra venezuelana dei Trotamundos de Carabobo. Sul mercato italiano vengono acquistati il centro greco Vaggelīs Sklavos, reduce da una buona stagione con la Solsonica Rieti e la guardia Matteo Formenti, dalla Junior Casale Monferrato. Arriva poi una coppia di giocatori da Teramo: l'ala-centro statunitense Brandon Brown, protagonista di una stagione strepitosa in maglia Banca Tercas e il play italiano Alessandro Piazza. Fa parte del roster anche Andrea Conti, di ritorno al Gruppo Triboldi dopo l'esperienza alla Juvi.
L'esordio assoluto in massima serie è subito mozzafiato: la Vanoli Cremona gioca la prima partita della sua storia in Serie A l'11 ottobre 2009 a Roma contro una delle big del campionato italiano, la Lottomatica Roma. Brown sigla i primi punti della Vanoli in Serie A e Cremona dopo il primo quarto è avanti di tre. A metà partita però Roma è già avanti di sette e il punteggio finale premia i capitolini per 94-79. L'esordio casalingo avviene una settimana più tardi in un PalaRadi stracolmo contro un altro mostro sacro della pallacanestro italiana, Cantù. La partita si conclude con una beffa: dopo essere stata avanti di 17 punti, la Vanoli si fa rimontare e Cantù forza il tempo supplementare che si conclude con un canestro sulla sirena di Jerry Green per il finale di 103-104 in favore dei brianzoli. La prima vittoria in Serie A arriva una settimana dopo sul campo della Carife Ferrara per 82-91. Il primo successo casalingo è datato 15 novembre 2009 con la netta vittoria per 95-73 sulla Benetton Treviso. Dopo la vittoria contro la Sigma Coatings Montegranaro, la Vanoli incappa in una serie negativa di otto sconfitte in nove partite, culminata con la batosta subita al PalaPianella contro Cantù che porta all'esonero di Cioppi. Al suo posto viene chiamato Attilio Caja. Si interviene anche sul roster: Forbes e Valenti vengono svincolati e arrivano l'ala piccola statunitense Rashad Anderson e l'ala grande slovena Marko Milič. La prima partita di Caja è subito caldissima: scontro salvezza casalingo con Ferrara. Al termine di una partita equilibrata, la Carife vince di un punto a causa di uno sciagurato fallo di Formenti su Luke Jackson a meno di un secondo dal termine. La Vanoli mantiene lo scontro diretto favorevole a causa del +9 dell'andata, ma viene agganciata dalla stessa Ferrara in terzultima posizione. Nella partita seguente, sempre in casa contro Biella, Milič fa il suo esordio e la Vanoli torna alla vittoria. Sotto la gestione Caja, i risultati migliorano e la Vanoli inizia ad ingranare, guidata sotto le plance da Milič e sugli esterni da Rowland e Bell. Il Gruppo Triboldi ottiene due vittorie esterne fondamentali, prima al PalaVerde di Treviso contro la Benetton e poi alla Unipol Arena di Casalecchio contro la Virtus. Nel frattempo viene estromessa dal campionato la Martos Napoli, ex Solsonica Rieti e vengono cancellati tutti i risultati di questa squadra, compreso il 145-48 che gli infligge a domicilio la Vanoli in una gara "farsa". Si arriva così al due maggio alla sfida decisiva contro la Banca Tercas Teramo: la Vanoli vince 91-80 guidata dai 26 punti di Milič. È salvezza quasi aritmetica. Dopo la penultima giornata, la Vanoli ha 18 punti come Ferrara e Biella, che però si sfideranno in un drammatico scontro diretto all'ultima giornata per decidere la retrocessione. La Vanoli ha gli scontri diretti favorevoli contro Ferrara mentre è in perfetta parità con Biella. Se Biella batte Ferrara, Cremona è salva in ogni caso; se Ferrara batte Biella, ai cremonesi basta perdere con uno scarto minore di 21 punti per essere matematicamente salvi. Al PalaRadi arriva l'Air Avellino che deve vincere per entrare in zona playoff. Dopo un inizio balbettante, la Vanoli guidata dai soliti Rowland, Bell e Milič si riprende e batte l'Air 81-76. È salvezza e il PalaRadi esplode di gioia. La Vanoli conclude il suo primo campionato di Serie A al 13º posto con 10 vittorie e 18 sconfitte.

#### Stagione 2010-2011: l'anno di Mahoric
Al termine della prima stagione nella massima serie, il Direttore Generale Ario Costa e il vice presidente Matteo Bonetti lasciano la squadra per seguire la Leonessa Brescia in Serie A Dilettanti, il patron Secondo Triboldi decide quindi di riportare in biancoblù nelle vesti di General Manager Flavio Portaluppi, dopo un anno passato nelle file dell'Olimpia Milano. La squadra inoltre cambia nome: a seguito dell'entrata in società del nuovo sponsor Braga, il Gruppo Triboldi Basket affronta la sua seconda stagione in Serie A con il nome di Vanoli Braga Cremona.
Caja nonostante la salvezza raggiunta non viene confermato e l'allenatore per la stagione 2010-11 è lo sloveno Tomo Mahorič. Due eroi della promozione e della prima salvezza in A lasciano la squadra: Bell va in Francia all'Orléans e Cusin dopo tre stagioni all'ombra del Torrazzo e più di 100 partite giocate in biancoblù, viene acquistato dalla Scavolini Pesaro. Vengono invece confermati Rowland, Milič e Formenti oltre al veterano Conti. Coach Mahoric pesca a piene mani dal campionato tedesco: dall'EWE Oldenburg arrivano il lungo croato Jasmin Perković e la guardia statunitense Je'Kel Foster mentre dall'Alba Berlino il centro montenegrino Blagota Sekulić. Dal Budivelnyk Kiev arriva poi l'ala ucraina Artur Drozdov. A completare il roster c'è il giovane scuola Mens Sana Lorenzo D'Ercole e il lungo Joel Zacchetti.
La Vanoli-Braga esordisce contro i campioni in carica di Siena: la partita degli uomini di Mahoric è spumeggiante, ma nonostante il massimo vantaggio di 16 punti, la Montepaschi recupera e vince grazie alle giocate di Rimantas Kaukėnas. La giornata successiva vede Cremona impegnata nella difficilissima trasferta al Pianella: ancora una volta la partita è equilibrata e viene risolta a vantaggio dei brianzoli solo nel minuto finale da una tripla di Maarty Leunen. Queste due sconfitte molto risicate indicano però che la Vanoli-Braga può giocarsela con tutti: a partire dalla terza giornata la squadra, guidata dalla classe di Drozdov e Milič e dalla vena realizzativa di Foster e Rowland, inanella 5 vittorie in 6 partite che proiettano Cremona al quarto posto a metà del girone di andata. La squadra tuttavia ha una flessione e a cavallo tra andata e ritorno vince una sola partita su nove precipitando al 14º posto, a +2 sulla zona retrocessione. A febbraio arriva dalla Scavolini Pesaro la guardia cremonese Daniele Cinciarini. La stagione vive di strappi e con una nuova striscia di 4 vittorie in 5 partite, la Vanoli-Braga si mette al riparo dalla retrocessione e vive una tranquilla seconda parte del girone di ritorno. Cremona chiude il suo secondo anno nella massima serie al 12º posto con 12 vittorie e 18 sconfitte.

### Il cambio di proprietà e le successive stagioni in Serie A

Il logo utilizzato dal 2011 al 2019

#### Stagione 2011-2012: la seconda salvezza di Caja
Al termine della stagione sportiva 2010-11, il presidente Secondo Triboldi si dimette dalla sua carica, cedendo così i suoi titoli a diritto gratuito. Nel settembre 2011 Aldo Vanoli diventa presidente della squadra, denominandola Guerino Vanoli Basket, in onore del padre. La partnership con Braga prosegue e per il secondo anno consecutivo la squadra è denominata Vanoli Braga Cremona.
Per la stagione 2011-12 viene confermata gran parte della squadra dell'anno precedente: i lunghi Perković e Milić, gli esterni italiani D'Ercole e Cinciarini, e l'allenatore Tomo Mahorič. In entrata giungono a Cremona Jonathan Tabu, in sostituzione di E.J. Rowland, passato nel frattempo all'Club Baloncesto Málaga, il lungo bosniaco Edin Bavčić, la guardia Brandon Thomas dal campionato tedesco e soprattutto Von Wafer, giocatore proveniente dall'NBA, che è momentaneamente libero da contratto a causa del lockout.
L'inizio di campionato risulta però piuttosto deludente con quattro sconfitte e una sola vittoria, contro la neopromossa Casale Monferrato nelle prime cinque giornate. A causa di questi risultati dopo solo un mese di campionato viene esonerato Tomo Mahorič e al suo posto viene chiamato Attilio Caja, già allenatore della squadra cremonese nella seconda parte della stagione 2009-10. Durante i mesi successivi il roster viene profondamente cambiato: Bavčić e Thomas vengono tagliati a causa di prestazioni deludenti e nei primi giorni di dicembre Von Wafer torna in NBA al termine del lockout. Vengono aggiunti il rookie di Ohio State David Lighty, svincolato da Cantù dopo poche partite, la guardia americana Terrence Roderick da Forlì e l'esperto lungo greco Michalīs Kakiouzīs, uno dei protagonisti del primo scudetto della Montepaschi Siena e abituato a palcoscenici di alto livello. I risultati, nonostante alcune buone prestazioni, rimangono piuttosto altalenanti soprattutto fuori casa e la squadra rimane relegata nelle zone basse della classifica. Kakiouzis lascia la squadra dopo appena quattro partite, sostituito dal veterano Marko Tušek. Il 29 gennaio arriva la sconfitta interna contro Casale Monferrato, che sembra compromettere la permanenza nel massimo campionato e fa precipitare la Vanoli in ultima posizione. La società decide di operare un ultimo cambio per cercare di salvare la stagione: Roderick viene tagliato per far posto a Jason Rich, un altro ex canturino in arrivo dal campionato belga. La mossa si rivela vincente: a partire dall'inizio del mese di Febbraio la squadra, trascinata dall'ultimo arrivato Rich, infila nove vittorie nelle ultime tredici giornate di campionato imponendosi anche contro squadre di medio-alta classifica come la Virtus Bologna e l'Olimpia Milano. Grazie a questi risultati il team cremonese riesce a salvarsi con diverse giornate d'anticipo concludendo la stagione al 10º posto, miglior risultato in serie A, sfiorando anche i playoff. La Vanoli stabilisce anche il record societario per punti (28) e vittorie (14) nella massima serie.

#### Stagione 2012-2013: la cavalcata di Gresta e Vitali
Nonostante sembrasse quasi certa la sparizione della società a causa della mancanza dei fondi necessari per proseguire l'attività, la squadra riesce a salvarsi grazie all'ingresso di nuovi sponsor e si iscrive regolarmente al campionato 2012-13. Braga esce dalla società, di conseguenza la squadra torna ad avere il nome di Vanoli Cremona.
Il 17 luglio 2012, con un comunicato ufficiale sul proprio sito, la società conferma sulla panchina cremonese Attilio Caja anche per la stagione 2012-13, mentre il General Manager Portaluppi ritorna all'Olimpia Milano. Il budget per il mercato è ridotto e tutti i protagonisti della passata stagione non rimangono a Cremona. Vengono presi giocatori provenienti soprattutto dalla Legadue: il play Aaron Johnson da Ostuni, la guardia Jarrius Jackson da Veroli e i due nazionali finlandesi Shawn Huff e Tuukka Kotti, rispettivamente da Forlì e Imola. Altri acquisti sono il lungo ex Caserta Andrija Stipanović, l'ala lettone Jānis Porziņģis e l'ala ex Venezia Lance Harris che arriva dal campionato ucraino. A settembre con un vero colpo di mercato viene aggiunto alla squadra il playmaker della Nazionale Italiana Luca Vitali, voglioso di rifarsi dopo diverse annate deludenti tra Milano, Roma e Bologna. Completano il roster gli italiani Fabio Ruini, reduce dalla promozione in Serie A con Reggio e i veterani Conti e Cazzaniga.
Il campionato inizia male, con la squadra che occupa gli ultimi posti in classifica. La società interviene sul mercato tagliando il deludente Porzingis e acquistando Hrvoje Perić, ex Malaga e Benetton Treviso. I risultati però non migliorano e il 21 novembre 2012 viene esonerato Caja; al suo posto subentra il vice allenatore Luigi Gresta. Sotto la guida del coach pesarese tutti i giocatori migliorano le proprie prestazioni, in particolare la coppia Vitali-Perić trascina la Vanoli a importanti vittorie, su tutte quella dell'ultima giornata di andata in trasferta contro la rivale diretta Angelico Biella che viene distrutta con il punteggio di 59-92. A seguito dell'infortunio di Vitali, viene aggiunta la combo americana Brian Chase che subito segna il tiro della vittoria nella trasferta di Bologna. Nel girone di ritorno la Vanoli risale in classifica fino a ridosso della zona play-off, grazie anche ad alcune vittorie contro squadre di vertice come quelle su Milano e Sassari. Nella partita contro Sassari però si infortuna e deve chiudere anzitempo la stagione Harris. Nel match seguente, a Venezia, la Vanoli potrebbe agganciare definitivamente il treno playoff ma al termine di una partita equilibrata esce sconfitta e dice addio al sogno della post-season. La squadra però vuole onorare fino in fondo il campionato e soprattutto in casa disputa grandi match: arrivano la prestigiosa vittoria contro i pluricampioni d'Italia della Montepaschi Siena e la vittoria sfiorata contro la Cimberio Varese, dominatrice della regular season. La stagione termina con due ulteriori vittorie: quella in trasferta contro Reggio Emilia e in casa contro Biella, che saluta la Serie A dopo che era già matematicamente retrocessa da due giornate. La Vanoli termina il campionato al 11º posto a pari merito con la nona classificata a quota 26 punti, con un bottino di 13 vittorie e 17 sconfitte.

#### Stagione 2013-2014: la salvezza d'esperienza di Pancotto
In estate, i problemi economici della società sembrano portare al fallimento ma una cordata di 19 imprenditori interviene a sostegno del Presidente Vanoli e la squadra può iscriversi per la quinta volta consecutiva alla massima serie.
Al timone della squadra viene confermato Gresta, protagonista della grande cavalcata dell'anno precedente. La campagna acquisti porta a Cremona giocatori di spessore come Ben Woodside (che era stato l'anno precedente in Turchia il miglior assistman di tutte le maggiori leghe europee) e Jason Rich, l'eroe della salvezza della stagione 2011-12. Inoltre vengono confermate due pedine fondamentali come la guardia Jarrius Jackson e il play Brian Chase. Tuttavia, i problemi sul mercato non mancano. Infatti, Travis Watson, lungo ex Fortitudo e Olimpia Milano voluto da Gresta, viene tagliato dopo pochi allenamenti a causa di una condizione fisica scadente. L'ala Jamal Olasewere, invece, viene rimandata negli Stati Uniti a causa di una malformazione cardiaca che lo rende inidoneo a giocare a pallacanestro. I due vengono sostituiti rispettivamente da Curtis Kelly e Ernests Kalve. Completano il roster due italiani, Klaudio Ndoja e Gianluca Marchetti e il lungo croato Šime Špralja.
L'inizio di campionato è disastroso: dopo 2 vittorie nelle prime 9 partite, Gresta viene esonerato e al suo posto viene chiamato Cesare Pancotto, coach di grande esperienza. La stagione sembra definitivamente crollare dopo le due sconfitte casalinghe contro Pesaro e Varese, che fanno precipitare la Vanoli all'ultimo posto. Kalve viene tagliato e al suo posto arriva l'esperto lungo lituano Donatas Zavackas. Da questo momento, la Vanoli infila quattro vittorie consecutive contro Caserta, Montegranaro, Siena e Bologna che danno respiro alla classifica. Da Febbraio in poi il cammino della squadra continua in maniera abbastanza costante. La salvezza matematica viene raggiunta con quattro giornate di anticipo il 6 aprile con una vittoria in trasferta per 86-91 sulla diretta concorrente Pesaro. La stagione si chiude con una vittoria interna su Montegranaro, che condanna i marchigiani alla retrocessione dopo otto anni di serie A. La Vanoli termina il campionato in 14ª posizione 22 punti frutto di 11 vittorie e 19 sconfitte.

### Il nuovo corso societario

#### Stagione 2014-2015: il ritorno di Vitali e Cusin
A differenza degli anni passati, l'iscrizione al campionato non è mai in dubbio e fin da giugno la società può lavorare per costruire il roster.
Lo staff tecnico composto da Cesare Pancotto e Paolo Lepore viene confermato. Dopo un riassetto societario, Zagni e Arisi, due "fedelissimi" dell'ex Presidente Triboldi, lasciano e Andrea Conti assume l'incarico di General Manager. Il budget viene leggermente ridimensionato rispetto all'anno precedente. Il mercato è contraddistinto dalla volontà di costruire una squadra giovane e atletica, con una buona presenza di giocatori italiani, in netta controtendenza con il passato. In questo senso arrivano due giovani di prospettiva come il centro Luca Campani e la guardia-ala Fabio Mian oltre che al play della Nazionale Luca Vitali, che torna a Cremona dopo un anno di alti e bassi alla Reyer Venezia. Sul mercato americano vengono acquistati due ali rookie, James Bell e Cameron Clark, la guardia Kenny Hayes proveniente dal campionato israeliano, il lungo Travis Hyman dal campionato dominicano e la combo guard Jazzmarr Ferguson da Forlì, campionato di Legadue. A seguito della non idoneità di Hyman, la Vanoli mette sotto contratto il pivot della Nazionale Marco Cusin, che aveva già militato nelle file dell'allora Gruppo Triboldi dal 2007 al 2010.
L'inizio di campionato è sorprendente: 4 vittorie nelle prime 6 gare (sui difficili parquet di Reggio, Pistoia e Caserta, oltre alla vittoria interna con Brindisi) proiettano la Vanoli nelle zone nobili della classifica, per la prima volta nella sua storia. Il cammino dei biancoblu, nonostante qualche battuta d'arresto, procede spedito grazie a vittorie di prestigio come quelle con Bologna e Cantù. Il 3 gennaio 2015, alla penultima d'andata, la vittoria nello scontro diretto con Avellino vale la prima, storica qualificazione alla Coppa Italia, grazie ad un girone d'andata disputato oltre le aspettative, e al lancio di giovani sia italiani (Campani e Mian), sia americani (Bell e Clark), coadiuvati dall'esperienza di Vitali e Cusin. Alle final eight alla Vanoli tocca in sorte la Dinamo Sassari; gli uomini di Pancotto provano a tenere testa agli isolani, che però nel secondo tempo si dimostrano nettamente più forti, andando poi a vincere il trofeo stesso e, alcuni mesi più tardi, anche lo scudetto. Il girone di ritorno, invece, non sarà altrettanto fortunato: due sconfitte in volata in casa contro Reggio e Pistoia fanno scivolare la squadra nella zona destra della classifica, Cusin si infortuna a ridosso della Coppa Italia chiudendo anzitempo la stagione. L'acquisto di Ed Daniel da Varese non dà gli effetti sperati e, nonostante due vittorie contro Pesaro e Bologna in aprile che proiettano i biancoblu nuovamente in zona playoff, nel finale di campionato verranno fuori tutti i limiti di una squadra con del potenziale, ma ancora non abbastanza esperta. Cremona conclude dunque il proprio campionato al 12º posto, a quota 24 punti.

#### Stagione 2015-2016: per la prima volta in semifinale di Coppa Italia e ai playoff
Della precedente stagione restano, oltre a coach Pancotto, tre giocatori: i pilastri Luca Vitali e Marco Cusin (reduce da un esaltante europeo con la nazionale) e il giovane Fabio Mian. A completare il nucleo italiani tre giovani provenienti da serie B e serie A2: il play Nicolò Cazzolato da Montichiari, l'ala grande Raphael Gaspardo da Treviglio, mentre da Ferentino arriva il centro Paul Biligha, già agli ordini di Pancotto ai tempi di Avellino. Ad essi viene affiancato un gruppo di giocatori americani con esperienza nel campionato italiano: la guardia Elston Turner autore di 2 ottime stagioni con Pesaro e Brindisi, la point-guard Tyrus McGee che ben ha impressionato nei pochi mesi a Capo d'Orlando, e l'ala Deron Washington protagonista della splendida cavalcata a Pistoia 2 stagioni prima, oltre all'ala grande James Southerland, con esperienza anche in Eurolega ma reduce da un brutto infortunio (sarà infatti sostituito nella seconda parte di stagione dal serbo Nikola Dragović). La partenza immediata non è delle migliori, caratterizzata da un suicidio sportivo contro Trento (dopo aver toccato anche i 33 punti di vantaggio) e da una brusca sconfitta a Venezia. Dalla quinta giornata, però, la squadra si ritrova e inanella ben 8 vittorie di fila, record assoluto nella storia della società: ad inchinarsi alla Vanoli sono, in ordine, Torino, Reggio Emilia, Capo d'Orlando, Pistoia, Pesaro, Virtus Bologna, Cantù e Avellino. Quest'ultima vittoria, datata 20 dicembre 2015, stabilisce il primato assoluto in classifica, grazie allo scontro diretto vinto con Reggio. La squadra chiude il girone d'andata al terzo posto, che vale la seconda final eight di Coppa Italia consecutiva, nella quale la Vanoli se la vedrà con Sassari, protagonista di un inizio di stagione negativo dopo un'annata trionfale: la spunterà la Vanoli al supplementare dopo una gara a dir poco rocambolesca. In semifinale, però, la Vanoli nulla potrà contro la superpotenza Olimpia Milano padrona di casa, interrompendo così il suo cammino. Nel girone di ritorno, il cammino della squadra proseguirà in maniera abbastanza costante, grazie anche ad un killer insinct che le consentirà di vincere svariate partite agli ultimi tiri, nonostante la prematura chiusura di stagione di Luca Vitali, sostituito poi dallo statunitense Markel Starks, a causa di un'operazione al sesamoide. Chiusa la regular season al quarto posto e vinto Pancotto il premio di coach dell'anno, la Vanoli si appresta a disputare i primi play-off scudetto della sua storia. L'avversario è ostico: quella Reyer Venezia che, dopo una stagione tribolata, ha cominciato ad ingranare e ha aggiunto al roster un mostro sacro del calibro di Jeremy Pargo. Gara-1 è punto a punto ma Venezia, grazie alla maggiore esperienza, riesce a portarla a casa ribaltando il fattore campo; in gara-2 sembra esserci un monologo dei lagunari, ma nel secondo tempo la squadra si ritrova e vince davanti ad un PalaRadi in visibilio. Nelle 2 gare del Taliercio la Reyer si dimostra però più forte vincendole entrambe, approdando in semifinale e infrangendo i sogni cremonesi. Di pari passo, con la squadra crescono anche società e PalaRadi: Davide Borsatti, entrato in società nel 2014 come vicepresidente diventando il braccio destro di Aldo Vanoli, nell’estate del 2015 realizza l’impianto di illuminazione a led, il primo in un palazzetto di basket di Serie A, che permette un risparmio di circa 20.000 euro annui sui consumi, e inaugura la nuova sala hospitality sotto la curva.

#### Stagione 2016-2017: la clamorosa retrocessione
Al termine della stagione 2015-16, l'ossatura della squadra viene smantellata. Il primo ad andarsene è Tyrus McGee, che firma a Venezia pochi giorni dopo l'epilogo della serie playoff, mentre Deron Washington comunica la volontà di non prolungare il contratto spinto dall'esigenza di trasferirsi in una grande città per garantire un'istruzione adeguata per i suoi figli (si accaserà infatti a Torino). Ma l'evento più clamoroso avviene all'inizio di giugno: Vitali e Cusin, uomini-simbolo della squadra, escono dal contratto (ancora in essere per la stagione seguente), destabilizzando l'ambiente. Firmeranno altrove anche gli innesti avvenuti a stagione in corso, Starks e Dragović, mentre rimangono Turner e gli italiani Mian, Gaspardo e Biligha. Attorno ad essi società e staff affiancheranno una squadra di forti scommesse: l'ala piccola Omar Thomas, di grande esperienza nel campionato italiano ma da tempo alle prese con grossi guai fisici, l'ala grande TaShawn Thomas, reduce da un'annata in Germania, la guardia rookie Gabe York e il play Tu Holloway completano il parco americani. A completare il gruppo il giovane play Andrea Amato in prestito da Milano e l'ala-centro polacca di formazione italiana Jakub Wojciechowski.
Il campionato inizia in maniera disastrosa: all'iniziale, illusoria vittoria contro Pistoia all'esordio segue una serie di sette sconfitte consecutive, nell'arco delle quali la squadra dimostrerà una totale inconsistenza mentale che sarà la causa dello spreco di grandi vantaggi nel giro di pochi minuti, che costano l'ultimo posto solitario in classifica. I primi a farne le spese sono Omar Thomas e York, che vengono tagliati in favore dell'ala-guardia Paul Harris e della point-guard Matt Carlino. La gara d'esordio di quest'ultimo coincide con una vittoria in volata sul campo della Dinamo Sassari che sembra dare nuova verve alla squadra. Ma sarà solo un fuoco di paglia, perché seguiranno due sconfitte in altrettanti scontri diretti contro Pesaro e Brescia (quest'ultima avvenuta addirittura con 30 punti di scarto) che faranno saltare la panchina a coach Pancotto, dopo tre anni all'ombra del Torrazzo e traguardi record. A sostituirlo sarà lo storico vice Paolo Lepore, scelta che farà storcere il naso a non pochi fra opinione pubblica e addetti ai lavori, data la disponibilità di allenatori ben più esperti come Attilio Caja e Carlo Recalcati. Il campionato sembra definitivamente precipitare con l'ennesima sconfitta in rimonta nello scontro diretto sul campo di Cantù, ma la squadra ha uno scatto di orgoglio e grazie a due convincenti vittorie (in un altro scontro diretto in casa con Varese e al PalaBigi contro la Grissin Bon vicecampione d'Italia) chiude inaspettatamente il girone d'andata fuori dalla zona rossa. Ora il gruppo sembra essersi compattato, ma un negativo inizio di girone di ritorno spingerà i play Holloway e Amato a lasciare la squadra: la società è dunque costretta a rigettarsi sul mercato, e lo fa con un nome di primissimo livello, ovvero Darius Johnson-Odom, play-guardia dallo sconfinato talento in uscita da Sassari e con grande brama di riscatto dopo l'infelice esperienza in Sardegna. Il nuovo acquisto dà una grande scossa alla squadra, che a cavallo della pausa per le final eight di Coppa Italia mette a segno due pesanti vittorie fra le mura amiche: prima stende Torino con un roboante 117-82, poi batte la Reyer Venezia 91-82 ricacciando i lagunari nei tentativi di rimonta. Ora la Vanoli sembra avere risolto, almeno in buona parte, i suoi problemi, ma incappa in un marzo nero: arrivano quattro sconfitte a Brindisi (senza stare mai in partita), in casa contro Capo d'Orlando (sprecando un vantaggio di 13 punti nell'ultimo quarto), al Forum contro Milano e in casa contro Sassari sprecando un vantaggio di 5 punti negli ultimi 40 secondi, e facendo esplodere l'ira del PalaRadi. La Vanoli è ultima a sei giornate dal termine, a 2 punti da Pesaro penultima, ora rimasta l'unica diretta concorrente per la permanenza. La gara successiva è proprio nelle Marche, ultima spiaggia salvezza: la partita non è spettacolare, ma i biancoblu la affrontano con il coltello fra i denti e la vincono, ribaltando lo scarto dell'andata e dimostrandosi più forti. Il peggio sembra passato, dato che il calendario rimanente è anche leggermente favorevole alla Vanoli, ma ad appena una settimana di distanza la situazione si ribalta nuovamente: la squadra di Lepore perde in casa il derby contro una Brescia decimata e senza più molto da chiedere al campionato, mentre Pesaro vince incredibilmente all'overtime sul campo di una Brindisi in piena corsa playoff (con due liberi sbagliati a fil di sirena da uno dei migliori giocatori del campionato, Amath M'Baye). Nel turno successivo, Pesaro chiude virtualmente i giochi, battendo Caserta in casa in contemporanea alla sconfitta della Vanoli sul campo di Avellino: i biancoblu però non mollano, e riaccendono la speranza battendo Cantù la domenica seguente riportandosi, a 80 minuti dal termine della stagione regolare, a -2 da Pesaro, sconfitta a Pistoia. Ma è una speranza effimera. Il 30 aprile, al ventinovesimo turno, la Vanoli perde, ancora una volta in volata, a Varese, mentre Pesaro batte fra le mura amiche la capolista Milano, condannando la stessa Vanoli alla prima retrocessione sul campo della sua storia.

#### Stagione 2017-2018: il ripescaggio e il ritorno ad alti livelli
Nonostante si vociferasse un abbandono della proprietà in seguito alla retrocessione, il presidente Vanoli si conferma alla guida della società e cerca di allestire una squadra in grado di lottare per una pronta risalita. Il nome che viene scelto per la panchina è quello di Meo Sacchetti, il coach che ha portato Sassari sul tetto d'Italia appena due anni prima. Il primo giocatore messo sotto contratto è l'americano veterano Drake Diener, al quale si aggiungerà poco tempo dopo il cugino Travis, che torna alla pallacanestro giocata dopo tre anni di inattività, ricostituendo così il trio che era stato il pilastro della favola sarda. Ad essi si aggiungeranno poi il play Michele Ruzzier, reduce da un'annata alla Fortitudo Bologna, l'ala Giulio Gazzotti, di ritorno a Cremona dopo due stagioni alla Vuelle Pesaro, oltre ai veterani di categoria Marco Portannese e Giampaolo Ricci. Mentre lo staff è al lavoro per cercare di completare la squadra per il campionato cadetto, il 13 luglio 2017 accade l'insperato: la Juvecaserta Basket viene estromessa dalla Serie A per inadempienze finanziarie. Due settimane dopo, il ricorso della società campana viene respinto in appello e la Vanoli può avviare le pratiche per il ripescaggio, trovandosi così riammessa nella massima serie. A questo punto, oltre ai giocatori già firmati, occorre completare la squadra con un adeguato gruppo di americani: i nomi scelti sono quelli di Elijah Johnson, guardia proveniente dalla seconda lega turca, Kelvin Martin, guardia-ala dallo strapotere fisico proveniente dal Ludwisburg in Germania e con un passato in A2 ad Agrigento, Landon Milbourne, ala ex Pistoia, quindi il pivot Henry Sims. A pochi giorni dall'inizio del campionato Johnson viene giudicato in condizioni fisiche non idonee; al suo posto torna Darius Johnson-Odom, rimasto free agent nel corso dell'estate. Il campionato inizia in maniera conforme alle aspettative di salvezza, nel segno di un Johnson-Odom leader indiscusso della squadra; in dicembre, in seguito ad una lieve flessione, la società decide di intervenire sul mercato allungando il roster prendendo in prestito Simone Fontecchio dall'Olimpia Milano. I risultati migliorano a vista d'occhio, la Vanoli chiude il girone d'andata con 5 vittorie in 6 partite (tra cui spiccano quella in casa contro Avellino campione d'inverno e al PalaGeorge nel derby contro la rivelazione del campionato Brescia) che proiettano la squadra direttamente alle Final Eight di Firenze. Qui la Vanoli affronterà Avellino nei quarti di finale: dopo una gara sofferta, gli uomini di Sacchetti prevarranno all'overtime. In semifinale troveranno la Fiat Torino, dove, al termine di una partita molto equilibrata, questa volta dovranno arrendersi, con i piemontesi che poi si aggiudicheranno il titolo. Il girone di ritorno è caratterizzato da un andamento piuttosto costante: la squadra cede spesso lontano dal PalaRadi, ma fra le mura amiche si dimostra molto solida vincendo scontri fondamentali come quelli contro Cantù, Torino e Brescia, che varranno a fine stagione un ottavo posto che significa seconda partecipazione ai playoff nella storia della società, ottenuta all'ultima giornata battendo Capo d'Orlando con il punteggio record di 119-95. Ai playoff, come 2 anni prima, la Vanoli si trova di fronte la Reyer Venezia. La serie non è equilibrata, i biancoblu sono stanchi, mentre i lagunari sono lunghi e lanciati in lotta scudetto, e si sbarazzeranno vincendo 3 partite a 0, tutte con punteggi piuttosto netti. La stagione termina fra gli applausi del PalaRadi nonostante la pesante sconfitta, coi tifosi consapevoli che ormai il salto di qualità, con una società più che mai solida e un coach ora anche CT della Nazionale, non è più un miraggio.

#### Stagione 2018-2019: la prima storica Coppa Italia
Dopo l'ottima stagione appena passata, la Vanoli s'impegna subito a riconfermare la maggior parte del roster (Ruzzier, Ricci, Gazzotti, Portannese e Travis Diener). Sul fronte degli arrivi si segnalano Drew Crawford, proveniente dal Maccabi Rishon LeZion, Wesley Saunders, prelevato dal campionato finlandese, Peyton Aldridge, appena uscito dal Davidson College, l'ex Charlotte Hornets Mangok Mathiang e Tre Demps, prelevato dal Mons-Hainaut. Salutano invece i vari Drake Diener (giunto al ritiro dopo 12 anni di carriera), Martin (che accetta la ricca offerta della Virtus Bologna), Sims, Milbourne, Johnson-Odom, Fontecchio. Se ne va anche dopo 4 anni il GM Andrea Conti, che viene sostituito da Gianmaria Vacirca. La squadra parte benissimo, vincendo 3 delle prime 4 partite stagionali (con l'unico neo della netta sconfitta casalinga contro Cantù). Dopo la quinta giornata la società decide di tornare sul mercato, rilasciando Portannese e ingaggiando al suo posto il serbo Vojislav Stojanović, proveniente da Torino. Al termine del girone di andata la Vanoli si trova al quarto posto, qualificandosi così alla Coppa Italia. Qui la squadra compie un percorso straordinario: dapprima sconfigge nei quarti di finale Varese, poi supera in semifinale la Virtus Bologna e infine sconfigge in finale col punteggio di 83-74 la New Basket Brindisi, vincendo così il primo trofeo nella storia del club. La vittoria è suggellata da svariate soddisfazioni personali: Crawford viene nominato MVP della competizione, mentre coach Meo Sacchetti conquista la propria terza affermazione in questa competizione. La stagione dei cremonesi proseguirà alla grande, col raggiungimento del 2º posto in campionato al termine della stagione regolare. Ai playoff la Vanoli supera brillantemente i quarti di finale, vincendo per 3-1 la serie contro Trieste. Giunta in semifinale Playoff per la prima volta nella sua storia, Cremona affronta Venezia. La Vanoli condurrà anche la serie per 2-1, ma cadrà poi nelle successive 2 tiratissime partite, perdendo per 2-3 la semifinale contro i futuri Campioni d'Italia e mandando così in archivio la migliore stagione di sempre dei biancoblu.

#### Stagione 2019-2020: consolidamento ai vertici
Salutata la splendida annata appena passata, la Vanoli conferma nuovamente diversi elementi del precedente roster (Diener, Saunders, Sanguinetti, Stojanovic, Ruzzier e 
Gazzotti), dovendo però salutare 4 protagonisti assoluti della scorsa stagione come Mathiang, Ricci, Crawford e Aldridge. Sul mercato i cremonesi pescano principalmente all'estero (arrivano il croato Josip Sobin, il canadese Matt Tiby, il finlandese Topias Palmi e gli statunitensi Jordan Matthews e Darrell Williams). Il pacchetto italiani viene completato da Niccolò De Vico e Nicola Akele, proveniente dal campionato cadetto.
Grazie alla vittoria della Coppa Italia la Vanoli partecipa di diritto alla Supercoppa Italiana, dove viene subito eliminata da Sassari. La squadra di coach Meo Sacchetti inizia il campionato col freno a mano tirato, raccogliendo solo 2 vittorie nelle prime 7 giornate. Si decide dunque di intervenire sul mercato, rilasciando Williams, Tiby e Gazzotti, ingaggiando al loro posto il talento statunitense Ethan Happ e l'ex NBA Malachi Richardson. Questa scelta paga, con i "falchi" che infilano 5 vittorie di fila dalla 8ª alla 12ª giornata, concludendo poi il girone di andata al 5º posto e qualificandosi così alla Coppa Italia, dove Cremona non riesce a difendere il proprio titolo di campione in carica venendo nettamente eliminata ai quarti da Milano. Lo scoppio della pandemia di COVID-19 causa dapprima la sospensione e poi la definitiva cancellazione del  campionato di Serie A 19-20, con la Vanoli che conclude così la sua stagione al 6º posto.

#### Stagione 2020-2021: l'iscrizione sul gong e la miracolosa salvezza
Già a Maggio 2020 il patron Aldo Vanoli chiede pubblicamente aiuto per poter iscrivere la propria compagine al prossimo campionato; la crisi scaturita dalla pandemia ha infatti colpito pesantemente la società biancoblù, cosicché a Giugno comincia una vera e propria fuga dalla Vanoli: se ne vanno in ordine coach Sacchetti (che esce dal contratto per accasarsi alla Fortitudo Bologna), il GM Vacirca e diversi membri dello staff tecnico. Su 12 componenti del roster della stagione precedente ben 11 (a causa della situazione di estrema incertezza attorno al futuro della società) decidono di accasarsi altrove (l'unico a rimanere sotto contratto nonostante tutto è Topias Palmi).
Il 12 Luglio la società comunica l'impossibilità di iscriversi al campionato di Serie A e la conseguente dimissione in blocco di tutti i membri del CDA; incredibilmente però il 27 Luglio la squadra viene iscritta in extremis, grazie al fondamentale aiuto di un nuovo sponsor (la Fibre Corazzi). La Vanoli può proseguire così la propria avventura in massima serie per il 12º anno di fila. Come GM torna dopo 9 anni Flavio Portaluppi, mentre il nuovo allenatore è il giovane Paolo Galbiati. Quanto al roster, la società ingaggia ciò che meglio rimane da un mercato aperto ormai da mesi: giocatori esperti rimasti senza contratto (il veterano e bandiera della nazionale Peppe Poeta, Fabio Mian, che fa così ritorno a Cremona dopo 3 anni e David Cournooh), americani alla prima esperienza in Italia (Daulton Hommes, Marcus Lee, T.J. Williams, Jarvis Williams) e giovani all'esordio in massima serie (Andrea Donda, arrivato dalla A2, e Lazar Trunic, promosso dalle giovanili).
Lo scarso rendimento nel precampionato (ultima nel proprio girone di Supercoppa con 1 vittoria e 5 sconfitte), unito alle difficoltà causate dalla tardiva iscrizione (preparazione praticamente nulla e roster assemblato in si e no 10 giorni) fanno pensare a molti che la Vanoli sia la indiziata N1 alla retrocessione.
Cremona inizia il campionato raccogliendo due batoste contro Trieste e Venezia, per poi vincere due partite di fila contro la Virtus Bologna e Varese, perderne altre due consecutivamente contro Trento e Pesaro e ancora vincerne due in fila a Reggio Emilia e in casa contro Cantù. La Vanoli chiuderà poi sorprendentemente il girone di andata al 9º posto, sfiorando la qualificazione in Coppa Italia. A Febbraio la dirigenza decide di rescindere il contratto con Palmi, fuori da tempo per infortunio, e di sostituirlo con l'americano Jaylen Barford.
Il girone di ritorno si apre con 5 sconfitte nelle prime 7 partite, che catapultano nuovamente i biancoblù nelle zone calde della classifica. La seconda giovinezza di un immarcescibile Poeta, unita alla classe di Hommes (vera e propria sorpresa del mercato vanolino) aiutano a risalire la china ai cremonesi che battono Reggio Emilia e poi espugnano il campo della capolista Brindisi, conquistando così una incredibile salvezza, impronosticabile a inizio stagione e ottenuta con la certezza dell'aritmetica a ben 4 giornate dalla fine del campionato. Seguono una sconfitta ininfluente con Cantù e una vittoria contro la Fortitudo Bologna, che porta la Vanoli addirittura in zona Playoff. I biancoblu, arrivati stanchissimi a fine campionato, perderanno poi le ultime due partite della stagione con Brescia e Milano, finendo comunque il campionato con un 10º posto che vale quasi come uno scudetto.

#### Stagione 2021-2022: 2° retrocessione
Con una ritrovata stabilità economica (grazie ai sempre presenti sforzi del patron Aldo Vanoli) la società può allestire sin da inizio mercato il roster: confermato Galbiati in panchina, della squadra che aveva conquistato la salvezza nella stagione precedente rimangono solo Poeta e Cournooh. Il DS Flavio Portaluppi pesca dalla G-League il centro ivoriano Ismael Sanogo e l'ala statunitense Tres Tinkle, dal campionato tedesco gli americani Haywood Highsmith e Jamuni McNeace, mentre dalla neoretrocessa Cantù arriva Andrea Pecchia. I veri e propri "colpacci" della campagna acquisti biancoblù sono 3: il talento classe 2003 Matteo Spagnolo, giunto in prestito dal Real Madrid, il Campione NBA Malcolm Miller, di ritorno in Europa 4 anni dopo la sua esperienza all'Alba Berlino, e Jalen Harris, scelto con la 59ª scelta al Draft NBA 2020 e reduce da una stagione con i Toronto Raptors. Completano il roster i giovani Destiny Agbamu (2003), Tommaso Vecchiola, Filippo Gallo, Mauro Zacchigna (2004) e Nicholas Errica (2005). Il pre-campionato vede l'uscita dal contratto da parte di Highsmith, che riceve una chiamata dall'NBA da parte dei Philadelphia 76ers, e la partecipazione alla Supercoppa Italiana, terminata ancora una volta ai gironi con una sola vittoria e, come nella stagione precedente, giocata con rotazioni fortemente sperimentali. I continui acciacchi di McNeace spingono la società ad ingaggiare con un contratto a gettoni il croato Ivica Radic, poi tagliato dopo qualche settimana.
Nelle prime 6 giornate di campionato la Vanoli conquista 6 punti, frutto di 2 vittorie casalinghe contro Fortitudo Bologna e Varese (entrambe battute con il punteggio di 94 - 78) e un successo esterno a Reggio Emilia (in quella che sarà l'unica vittoria stagionale lontano dal PalaRadi). Le sconfitte giungono a Venezia, Trento e in casa con Brindisi. Gli insistenti problemi fisici occorsi a McNeace e Sanogo portano poi la dirigenza cremonese a intervenire sul mercato, ingaggiando sotto le plance Malik Dime, proveniente dal Maccabi Rishon LeZion. Segue dunque un periodo nero, dove la Vanoli incappa in 6 KO di fila, rispettivamente contro Milano, Treviso, Pesaro, Napoli (in una partita dove Cremona perde per infortunio Miller), Virtus Bologna e nel derby con Brescia (in un match che vede la Germani toccare anche il +30 sul 72 - 42 nel 3° quarto). Dopo una pausa di quasi un mese causata dalle numerose positività del gruppo squadra al Covid Cremona torna in campo sconfiggendo tra le proprie mura il Sassari, interrompendo così la striscia negativa. In quello che sembrava un possibile nuovo inizio dopo un periodo complicato vede invece la Vanoli perdere in maniera sanguinosa 2 partite in volata con Trieste e Tortona, chiudendo la prima metà del campionato mestamente all'ultimo posto. Il girone di ritorno parte bene con un successo casalingo su Venezia, ma poi prima Miller, vicino al rientro, subisce una ricaduta dell'infortunio, venendo tagliato e sostituito dal lettone Verners Kohs, e poi Cremona cade in 2 scontri diretti con Pesaro (partita dove la Vanoli getta alle ortiche un vantaggio di 13 punti) e Varese. La società in un ultimo, disperato tentativo di salvare la stagione decide di attingere nuovamente al mercato inserendo Adas Juskevicius, in uscita dal Parma Perm, al posto del deludente Jalen Harris, vero e proprio flop della campagna acquisti estiva. Alla successiva e illusoria vittoria tra le mura amiche con Napoli fanno seguito due nettissime sconfitte con Reggio Emilia e Brindisi, che ricacciano Cremona a 6 punti dalla salvezza. Alla 24ª giornata la Vanoli torna al successo, sconfiggendo Treviso, perdendo però per infortunio Andrea Pecchia, migliore marcatore della squadra e, assieme a Spagnolo, unico giocatore del roster in grado di fare davvero la differenza in una annata complicatissima. La diagnosi è spietata: rottura del legamento crociato e stagione finita. È la pietra tombale sul campionato della Vanoli, che perderà poi 5 partite consecutive, retrocedendo matematicamente in Serie A2 con 3 giornate d'anticipo dopo il KO a Trieste. Cremona infine si congederà dalla Serie A battendo all'ultima giornata Trento 112-105: dopo 13 anni di massima serie la Vanoli torna in cadetteria, concludendo il campionato al 16º e ultimo posto.

### Stagione 2022-2023: il ritorno immediato ai vertici
La stagione 2022-23 vede la Vanoli ritornare ad affrontare il campionato di Serie A2 dopo ben 13 stagioni nella massima serie. Nell'intento di costruire una squadra che possa subito imporsi ai vertici della cadetteria, viene confermato Andrea Pecchia, in attesa del rientro dal suo lungo infortunio. Nel ruolo di GM, il dimissionario Flavio Portaluppi viene sostituito da Andrea Conti, che fa ritorno in biancoblù dopo 3 stagioni e mezzo a Varese. La panchina è affidata a Demis Cavina, coach di ventennale esperienza al secondo livello. Alla firma di Paul Eboua, si aggiungono quelle di autentici veterani del campionato cadetto, quali Davide Denegri, Lorenzo Caroti, Joseph Mobio e Mirza Alibegovic. Da San Severo, arriva poi l'ala Matteo Piccoli, recordman di palle recuperate la stagione precedente. Chiudono il roster gli americani Trevor Lacey e Jalen Cannon, entrambi con molteplici esperienze in Italia sia tra la massima serie che in A2. La stagione inizia nel migliore dei modi: in attesa del rientro di Pecchia la Vanoli vince la Supercoppa di lega, ed in campionato si issa in testa alla classifica del Girone Verde con 5 vittorie nelle prime 5 partite, nelle quali spicca il successo interno contro la principale rivale Cantù, e in cui emerge in particolar modo un Lacey leader indiscusso del gruppo. Tuttavia, lo stesso Lacey si infortuna ad una mano e viene sostituito a gettone da Jonathan Tabu, che fa ritorno così all'ombra del Torrazzo dopo 10 anni. Il suo esordio a Torino coincide con la prima sconfitta stagionale; ciononostante la Vanoli mantiene il primato per tutto il girone d'andata, perdendolo solamente all'ultimo turno, nella sconfitta di misura esterna a Treviglio (64-61), ottenendo la qualificazione alla Coppa Italia come seconda testa di serie. L'anno solare viene chiuso da una netta vittoria ai quarti di Coppa Italia contro Pistoia, in cui si celebra anche il ritorno di Pecchia sul parquet, a distanza di 9 mesi dal brutto infortunio. Con la squadra ora al completo, la Vanoli incappa in un gennaio nero: prima perde lo scontro diretto a Desio contro Cantù scivolando a meno 6 dalla vetta del proprio girone, la settimana seguente perde Cannon, vero e proprio ago della bilancia della squadra, per tutta la stagione, infine perde l'imbattibilità casalinga cedendo un'altra volta a Torino, mettendo perfino a serio repentaglio la possibilità di affrontare la fase ad orologio nel Girone Giallo, ovvero quello che assegna le prime 6 posizioni della graduatoria generale prima dei Playoff. Tuttavia, l'ambiente riesce a ricompattarsi in fretta: al posto di Cannon viene ingaggiato fino al termine della stagione A. J. Pacher, ala-centro in uscita da Trieste, e una netta vittoria del derby di ritorno contro la Ju-Vi Ferraroni apre una striscia di 5 vittorie di fila che blinda la partecipazione al Girone Giallo. A metà marzo, battendo Torino in semifinale e Cento in finale, la Vanoli si aggiudica il secondo trofeo stagionale, ovvero la Coppa Italia di Serie A2, il tutto con Lacey fuori per nuovi problemi fisici. Una settimana più tardi, nell'ultimo turno di regular season, arriva una cocente sconfitta interna al secondo supplementare contro Treviglio, che costa alla squadra il quinto posto con due soli punti nella griglia di partenza della Fase ad orologio, a quattro punti di distanza dagli orobici stessi e da Forlì, vincitrice del Girone Rosso. Oltre ai romagnoli, le altre avversarie chiamate a fronteggiare la Vanoli sono Pistoia e Cento, già affrontate in Coppa Italia. Con 3 vittorie in altrettante partite (2 delle quali in trasferta), la squadra dà l'impressione di poter insidiare nella lotta ad uno dei due primi posti (garanzia del fattore campo in tutte le serie playoff), ma nuovi problemi fisici, questa volta a Denegri, impediscono alla squadra di affrontare la fase finale dell'orologio nel migliore dei modi: 3 sconfitte (2 interne) di fila hanno conseguenze piuttosto limitate, con gli uomini di Cavina che chiudono la seconda fase al quarto posto nella graduatoria generale, grazie al quale non solo si garantiscono il fattore campo almeno in un'eventuale semifinale, ma evitano anche la superfavorita Cantù, collocata nell'altro Tabellone. 
Il primo turno dei Playoff mette di fronte alla Vanoli la Fortitudo Agrigento, impegno insidioso dal momento che i siciliani hanno giganteggiato nel girone Bianco (che assegnava le posizioni di metà classifica), hanno uno dei migliori record casalinghi di tutta la lega e per i Playoff hanno aggiunto anche il profeta in Patria Matteo Imbrò, proveniente da Scafati in Serie A. Ciononostante, i siciliani verranno spazzati via con un perentorio 3-0, frutto di due vittorie nette al PalaRadi e una vittoria al supplementare in gara-3. 
Successivamente, il Tabellone mette sulla strada della Vanoli verso la serie A l'altra retrocessa della stagione precedente, ovvero la Fortitudo Bologna. Le prime 2 gare sono tirate, ma la Vanoli riesce sempre ad indirizzare la partita nei momenti decisivi, pur perdendo nel primo tempo di gara-2 per l'ennesima volta Lacey. In gara-3, nonostante l'assenza della point-guard americana, i biancoblu fanno la partita, e a 40 secondi dalla fine sono avanti di 6, trovandosi di fatto in mano partita e serie; la Fortitudo ha però un moto di orgoglio e, complice qualche errore di troppo ai liberi della squadra di Cavina, riesce ad acciuffare l'overtime, vincendo con un canestro a fil di sirena di Matteo Fantinelli. L'episodio, anziché rafforzare i bolognesi e minare le certezze dei cremonesi, permette loro di familiarizzare con la sconfitta nei playoff e di apportare ulteriori correttivi; gara-4 è infatti senza storia, e la Effe è spazzata via col punteggio di 49-69. È dunque finale, e l'avversario è di nuovo Forlì, dominatrice di Girone Rosso e fase ad orologio, e le prime due gare sono da giocare in terra romagnola. In entrambe appare chiaro come la formazione cremonese ne abbia di più, infatti riesce in entrambi i casi a rientrare da pesanti svantaggi in doppia cifra, e di chiuderla nel momento decisivo, soprattutto nel segno di Lacey, rientrato per la serie finale ma lontano dalla migliore condizione. La Vanoli si porta così inaspettatamente sul 2-0, e si presenta in gara-3 davanti ad un PalaRadi tutto esaurito e pronto per la festa: le attese non sono deluse, a fine primo tempo i biancoblu sono avanti di 25, e ogni tentativo di rimonta dei forlivesi è scacciato via. Il finale recita 89-74, con la Vanoli che completa il suo grande slam portando a casa tutti i trofei stagionali, e soprattutto riporta la città nell'élite della pallacanestro nazionale dopo un solo anno di assenza, impresa riuscita solo a Varese, Brindisi e Virtus Bologna nel nuovo millennio.

## Allenatori e presidenti
- 1999-2004: Simone Lottici
- 2004-2007: Andrea Trinchieri
- 2007-2010: Stefano Cioppi
- 2010: Attilio Caja
- 2010-2011: Tomo Mahorič
- 2011-2012: Attilio Caja
- 2012-2013: Luigi Gresta
- 2013-2016: Cesare Pancotto
- 2016-2017: Paolo Lepore
- 2017-2020: Romeo Sacchetti
- 2020-2022: Paolo Galbiati
- 2022-2024: Demis Cavina
- 2024-: Pierluigi Brotto

- 1999-2011: Secondo Triboldi
- 2011-in carica: Aldo Vanoli

## Sponsor
- 1999-2003: Tamoil
- 2003-2010: Vanoli
- 2010-2012: Vanoli-Braga
- 2012-attuale: Vanoli

## Roster 2024-2025
Aggiornato al 3 Aprile 2025.
| Vanoli Basket Cremona 2024-2025 | Vanoli Basket Cremona 2024-2025 |
| Giocatori                       | Staff tecnico                   |
| ------------------------------- | ------------------------------- |

| N. | Naz.                   | Ruolo | Nome             | Anno | Alt.   | Peso   |  |
| -- | ---------------------- | ----- | ---------------- | ---- | ------ | ------ |  |
| 0  | Stati Uniti (bandiera) | P     | Semaj Christon   | 1992 | 191 cm | 86 kg  |  |
| 1  | Italia (bandiera)      | GA    | Mattia De Martin | 2005 | 196 cm | 77 kg  |  |
| 2  | Stati Uniti (bandiera) | G     | Payton Willis    | 1998 | 193 cm | 91 kg  |  |
| 3  | Stati Uniti (bandiera) | G     | Tajion Jones     | 1999 | 196 cm | 83 kg  |  |
| 5  | Stati Uniti (bandiera) | P     | Corey Davis      | 1997 | 185 cm | 86 kg  |  |
| 9  | Italia (bandiera)      | PG    | Federico Zampini | 1999 | 191 cm | 78 kg  |  |
| 11 | Serbia (bandiera)      | AG    | Stefan Nikolić   | 1997 | 203 cm | 95 kg  |  |
| 12 | Italia (bandiera)      | AG    | Federico Poser   | 1999 | 203 cm | 104 kg |  |
| 13 | Stati Uniti (bandiera) | G     | Trevor Lacey     | 1991 | 191 cm | 98 kg  |  |
| 15 | Italia (bandiera)      | AC    | Matias Zanotto   | 2005 | 205 cm | 90 kg  |  |
| 16 | Italia (bandiera)      | PG    | Nicola Fantoma   | 2006 | 194 cm | 80 kg  |  |
| 21 | Lettonia (bandiera)    | PG    | Emils Ivanovskis | 2005 | 190 cm | 88 kg  |  |
| 23 | Italia (bandiera)      | AP    | Christian Burns  | 1985 | 203 cm | 110 kg |  |
| 34 | Nigeria (bandiera)     | C     | Godwin Omenaka   | 2000 | 205 cm | 102 kg |  |
| 41 | Stati Uniti (bandiera) | C     | Tariq Owens      | 1995 | 208 cm | 93 kg  |  |

| Allenatore                                                                     |
| - Pierluigi Brotto                                                             |
| Assistente/i                                                                   |
| - Carlo Campigotto Legenda - (C) Capitano - (IN) Inattivo - Infortunato Roster |

### Staff
- Allenatore: Pierluigi Brotto
- Assistente: Carlo Campigotto
- Preparatore fisico: Jacopo Torresi
- Medico sociale: Fabrizio Frittoli
- Fisioterapisti: Lorenzo Boccali, Sebastiano Spotti

## Partecipazione ai campionati
| Livello | Categoria | Partecipazioni | Debutto   | Ultima stagione | Totale |
| ------- | --------- | -------------- | --------- | --------------- | ------ |
| 1°      | Serie A   | 15             | 2009-2010 | 2024-2025       | 15     |
| 2°      | Serie A2  | 4              | 2006-2007 | 2022-2023       | 4      |
| 3°      | Serie B   | 5              | 2001-2002 | 2005-2006       | 5      |
| 4°      | Serie B2  | 2              | 1999-2000 | 2000-2001       | 2      |

## Palmarès

### Competizioni nazionali
- Coppa Italia: 1

2019
- Supercoppa LNP: 1

2022
- Coppa Italia LNP: 1

2023
- Campionato italiano dilettanti: 1

2022-23

## Organigramma societario
- Capo Allenatore: Pierluigi Brotto
- Assistente Allenatore: Carlo Campigotto
- Preparatore Atletico: Jacopo Torresi
- Team Manager: Mauro Saja

- Medico Sociale: Fabrizio Frittoli
- Medico Sportivo: Luigi Mancini
- Fisioterapista: Sebastiano Spotti
- Fisioterapista: Davide Cornetti
- Psicologo: Luca Sighinolfi

- Presidente: Aldo Vanoli
- Vice-presidente: Davide Borsatti
- Presidente Vanoli Young: Ruth Vanoli
- Consigliere: Arrigo Vanoli
- Consigliere: Dario Maestroni
- Consigliere: Stefano Saleri
- General Manager:  Andrea Conti
- Marketing & Comunicazione Manager: Davide Pettinari
- Social Media & Comunicazione Manager: Ottavia Ghilardi
- Segreteria e Ticketing: Beatrice Placchi
- Assistente biglietteria: Andrea Rozzi
- Addetto Stampa: Paolo Bassignani
- Addetto Stampa e Accrediti: Michele Bassani
- Responsabile Statistiche Lega: Gianpietro Moroni
- Fotografo: Sara Taino
- Responsabile Logistica: Michele Bassani
- Responsabile Video ed Allestimenti: Daniele Serina
- Responsabile Relazioni Esterne ed Istituzionali: Francesco Rozzi